# Elton (Durham)
Elton es una parroquia civil y un pueblo de Stockton-on-Tees, en el condado de Durham (Inglaterra).

## Geografía
Según la Oficina Nacional de Estadística británica, Elton tiene una superficie de 5,5 km².

## Demografía
Según el censo de 2001, Elton tenía 314 habitantes (47,13 % varones, 52,87 % mujeres) y una densidad de población de 57,09 hab/km². El 10,83 % eran menores de 16 años, el 63,69 % tenían entre 16 y 74, y el 25,48 % eran mayores de 74. La media de edad era de 52,5 años. Del total de habitantes con 16 o más años, el 13,93 % estaban solteros, el 55,36 % casados, y el 30,71 % divorciados o viudos.
Según su grupo étnico, el 98,08 % de los habitantes eran blancos y el 1,92 % asiáticos. La mayor parte (97,44 %) eran originarios del Reino Unido, mientras que el resto (2,56 %) habían nacido en cualquier otro lugar exceptuando los países europeos. El cristianismo era profesado por el 83,39 %, el budismo por el 0,96 %, y el hinduismo por el 0,96 %, mientras que el 9,27 % no eran religiosos y el 5,43 % no marcaron ninguna opción en el censo.
Había 111 hogares con residentes y 7 sin ocupar.